# Sorgfalt
Sorgfalt ist in der Umgangssprache die Gewissenhaftigkeit und Genauigkeit beim Handeln und in der Rechtswissenschaft die Rechtspflicht von Rechtssubjekten, sich nach den Rechtsnormen zu verhalten. Gegensatz ist die Sorglosigkeit. Sorgfalt ist nicht legaldefiniert.

## Sorgfalt im Recht
Im Recht ist die Sorgfalt normativ, sozialbezogen und objektiv-typisierend. Das normative Element verlangt eine nach den jeweiligen Umständen gebotene Sorgfalt, so dass ein übliches Verhalten nicht ausreicht. Die Üblichkeit kann nach einem Urteil des Bundesgerichtshofs (BGH) vom Juli 1970 nur dann als Sorgfalt genügen, wenn sie keinen Missbrauch darstellt. Im Fall ging es um einen Druckfehler in einem medizinischen Fachbuch (25 % statt 2,5 % zur Differentialdiagnose innerer Krankheiten), der durch besondere, unter Umständen auch aufwendige Maßnahmen hätte vermieden werden können. Die Sozialbezogenheit betrifft den konkreten Verkehrskreis; beispielsweise kann von einem Arzt nur das verlangt werden, was allgemein von Medizinern in der gleichen Situation erwartet werden kann. Objektiv-typisierend ist das Verhalten eines Mediziners in der gleichen Situation.
Dem unbestimmten Rechtsbegriff „die im Verkehr erforderliche Sorgfalt“ ist eine weitgehende Bedeutung beigemessen. Unter „Verkehr“ versteht das Gesetz den Rechtsverkehr, also die Rechtsbeziehungen von Personen. „Erforderlich“ bedeutet, dass das Maß der anzuwendenden Sorgfalt nach objektiven Maßstäben zu bestimmen ist. Entscheidend für „die im Verkehr erforderliche Sorgfalt“ ist nicht die einer konkreten Person mögliche Aufmerksamkeit, sondern vielmehr die Aufmerksamkeit eines durchschnittlich besonnenen und gewissenhaften Teilnehmers des betreffenden Verkehrskreises in einer entsprechenden Situation.

## Geschichte
Im römischen Recht verwandte man für die Sorgfalt die Besorgnis oder ängstliche Genauigkeit (sollicitudo) oder das Achten oder Beachten (dilligere). Ließ der gewissenhafte Hausvater (diligens pater familias) die Sorgfalt außer Acht, handelte er fahrlässig. Um einen überaus nachlässigen Verwalter (depositar) dennoch zur Rechenschaft zu ziehen, bediente sich der Jurist Aulus Cornelius Celsus des Kriteriums der eigenüblichen Sorgfalt (diligentia quam in suis), das noch heute im deutschen Recht Anwendung findet. 
Der Sprachforscher Johann Christoph Adelung ging 1811 davon aus, dass sich das Wort Sorgfalt wahrscheinlich aus Sorge und walten zusammensetzte. Vermutlich geht das Wort Sorge auf das althochdeutsche sworga zurück. Im 13. Jahrhundert ist im Mittelhochdeutschen sorcveltic oder sorcveldikeit belegt. Der Lübecker Bürgermeister Gerhard von Minden verwendete im Mittelhochdeutschen um 1400 das Wort sorichvolt. Ersichtlich erstmals erschien Sorgfalt 1637 in heutiger Schreibweise in der Lübecker Kanzleiordnung. Im Hochdeutschen ist Sorgfalt eine Verstärkung des Wortes „Sorge“.
Das Allgemeine Preußische Landrecht (prALR) vom Juni 1794 benutzte den Sorgfaltsbegriff nicht, sondern sprach von den Folgen eigener Pflichtverletzungen durch „Versehen“ (statt Fahrlässigkeit; §§ 18 ff. prALR). Im deutschen Recht ist der Rechtsbegriff der Sorgfalt auf die „diligentia“ des römischen Rechts zurückzuführen. Ein – nicht in Kraft getretener – Alternativ-Entwurf zum Strafgesetzbuch sah 1966 vor, dass „fahrlässig handelt, wer die Sorgfalt außer Acht lässt, zu der er verpflichtet und fähig ist, und deshalb einen gesetzlichen Tatbestand verwirklicht“ (§ 18-E StGB 1966).

## Sorgfaltsmaßstab
Erwin Deutsch hatte 1963 eine Diskussion über die innere und äußere Sorgfalt in Gang gebracht. Auch wenn der BGH diese Unterscheidung immer wieder zugrunde gelegt hat, ist es in der Literatur umstritten, ob diese Differenzierung notwendig ist. Die innere Sorgfalt bezieht sich jedenfalls auf die Kenntnis der möglichen Tatbestandsverwirklichung und verlangt Aufmerksamkeit und Konzentration. Sie besteht aus „der Erkenntnis der Gefahr und der Steuerung des sachgemäßen Verhaltens“. Innere Sorgfalt ist die eigenübliche Sorgfalt (diligentia quam in suis). Die äußere Sorgfalt (§ 276 Abs. 1 Satz 2 BGB) betrifft das äußerlich beobachtbare Verhalten, wie es der Rechtsordnung entspricht und erfordert sachgerechtes Verhalten. Die innere Sorgfalt ist Voraussetzung zur Erfüllung der äußeren Sorgfalt. Werden beide Kriterien verletzt, liegt Fahrlässigkeit vor. Im Haftungsrecht entscheidet die objektive äußere Sorgfalt. Besteht für die Fahrlässigkeit ein subjektiv-individueller Maßstab, ist auch die innere Sorgfalt ein Kriterium. Wer in diesem Sinne nicht eigenverantwortlich handeln kann, wird durch § 827 BGB ausreichend geschützt. Im Strafrecht ist die innere Sorgfalt die subjektive, die äußere Sorgfalt die objektive Fahrlässigkeit.
Ein Ereignis ist dann unabwendbar (höhere Gewalt), wenn trotz „äußerster, nach Sachlage vernünftigerweise zu erwartender Sorgfalt“ der Erfolg eintritt, ein Sorgfaltsmaßstab, der bereits im römischen Recht (culpa levissima) galt.
Ausgangspunkt für die Bestimmung der erforderlichen Sorgfalt ist der Integritätsanspruch eines zu schützendes Rechtsguts, wobei der Grad seiner Bedrohung, das Können des Handelnden, die Erkenntnismöglichkeiten, die soziale Nützlichkeit des Verhaltens sowie die Gefahr- und Rechtssicherheitserwartungen des Rechtsverkehrs zu berücksichtigen sind. Sorgfalt in eigenen Angelegenheiten (§ 277 BGB) befreit nicht von der Haftung für grobe Fahrlässigkeit. Es ist eine Sorgfalt erforderlich, die jedem ordentlichen Menschen obliegt, um Schaden von sich abzuwehren. Persönliche Unzulänglichkeiten wie Unkenntnis, Übermüdung oder fehlende Erfahrung werden nicht entlastend berücksichtigt.
Unter Kaufleuten gilt die „Sorgfalt des ordentlichen Kaufmanns“. Diese stellt nach § 347 Abs. 1 HGB bei Handelsgeschäften besondere erhöhte Anforderungen, da er sachkundig und geschäftserfahren ist. Gemäß § 43 Abs. 1 GmbH-Gesetz gilt dies auch für GmbH-Geschäftsführer und gemäß § 93 Abs. 1 AktG für Vorstandsmitglieder einer Aktiengesellschaft („Sorgfalt eines ordentlichen und gewissenhaften Geschäftsleiters“).

## Rechtsgebiete

### Zivilrecht
Wird die erforderliche Sorgfalt außer Acht gelassen, liegt Fahrlässigkeit vor. Nach § 254 BGB besteht ein gespaltener Fahrlässigkeitsbegriff, nämlich die objektiv-typisierte Sorgfalt dem Grunde nach (§ 276 Abs. 2 BGB) und das subjektiv-individuelle Verschulden. Nach § 276 Abs. 2 BGB liegt (leichte) Fahrlässigkeit vor, wenn „die im Verkehr erforderliche Sorgfalt außer Acht“ gelassen wird. Mit der „im Verkehr erforderlichen Sorgfalt“ wird das Maß an Umsicht bezeichnet, „das nach dem Urteil besonnener und gewissenhafter Angehöriger des in Betracht kommenden Verkehrskreises zu beachten ist“. Der Verhaltens- oder Sorgfaltsmaßstab „erforderliche Sorgfalt“ ist demnach von jedermann zu beachten. 
Dabei unterscheidet das Gesetz verschiedene Grade der Abweichung von diesem Sorgfaltsmaßstab, nämlich die einfache (leichte), grobe Fahrlässigkeit (Leichtfertigkeit) und die Verletzung der Sorgfalt in eigenen Angelegenheiten. Grobe Fahrlässigkeit ist die Nichtbeachtung der geringsten Sorgfalt und verletzt die erforderliche Sorgfalt in ungewöhnlich hohem Maße; es wird nicht beachtet, was im gegebenen Falle jedem einleuchten musste oder es wurden naheliegende Überlegungen nicht angestellt. Die „erforderliche Sorgfalt“ kommt beispielsweise in § 260 Abs. 2 BGB (Herausgabe einer Sachgesamtheit) vor.

### Handelsrecht
Das HGB behandelt die Sorgfalt eines ordentlichen Kaufmanns in § 86 HGB (Pflichten des Handelsvertreters), § 130a HGB (Zahlungsverbot bei Zahlungsunfähigkeit oder Überschuldung), § 347 HGB (Sorgfaltspflicht bei Handelsgeschäften), § 384 Abs. 1 HGB (Kommissionär), § 390 Abs. 1 HGB (Haftung des Kommissionärs für Verlust oder Beschädigung des Kommissionsguts).

### Sonstige Rechtsgebiete
Verschiedene andere Rechtsgebiete befassen sich ebenfalls mit Sorgfaltsfragen. Nach § 2 Abs. 1 Nr. 7 UWG ist die unternehmerische Sorgfalt „der Standard an Fachkenntnissen und Sorgfalt, von dem billigerweise angenommen werden kann, dass ein Unternehmer ihn in seinem Tätigkeitsbereich gegenüber Verbrauchern nach Treu und Glauben unter Berücksichtigung der anständigen Marktgepflogenheiten einhält“. Entsprechen geschäftliche Handlungen der Unternehmer nicht diesen Anforderungen, liegt unlauterer Wettbewerb vor (§ 3 Abs. 2 UWG). Die Wahrnehmung dieser Sorgfalt setzt sachgemäßes Verhalten voraus. Bei einem Verwaltungsakt muss die Verwaltung „sorgfältig und unparteiisch alle [rechtlichen und tatsächlichen] Gesichtspunkte des Einzelfalles untersuchen“. Hierbei gilt als Sorgfaltsmaßstab der einer durchschnittlichen Verwaltungsführung. 

### Strafrecht
Im Strafrecht besteht keine Pflicht zur Sorgfalt, sondern nur die Pflicht, sorgfaltswidriges Verhalten zu unterlassen: „Was man nicht kann, soll man lassen“. Fahrlässiges Handeln ist nach § 15 StGB nur strafbar, wenn es ausdrücklich mit Strafe bedroht ist. Dabei orientiert sich die Rechtsprechung am zivilrechtlichen Fahrlässigkeitsbegriff des § 276 BGB.

### Berufliche Sorgfaltspflicht
Die berufliche Sorgfaltspflicht (Berufsethos) ist bei einigen akademischen Berufen geregelt, so etwa bei Architekten, Ärzten, Journalisten oder Rechtsanwälten. Der Arzt hat die berufliche Sorgfalt zu wahren und damit die ärztlichen Kunstregeln zu beachten. Seine Sorgfaltspflichten bestimmen sich nach dem jeweiligen, ihm zumutbaren Anstrengungen und den ihm zugänglichen und verfügbaren Stand der medizinischen Wissenschaft zum Zeitpunkt der Behandlung. Bei der Prüfung, ob die „journalistische Sorgfalt“ eingehalten wurde, ist vom Maßstab eines „verantwortungsvollen, gewissenhaften, verständigen, sach- und fachkundigen Journalisten auszugehen, der sorgfältige Recherchen anstellt und dabei dem Grundsatz audiatur et altera pars - welchem in der Regel durch Einholung einer Stellungnahme des Betroffenen zu entsprechen ist - Rechnung trägt“.
Der Anglizismus Due Diligence betrifft in der Wirtschaft die „gebotene Sorgfalt“´, bei der durch Rechtsgutachten etwaige vorhandene Rechtsrisiken bei bestimmten Transaktionen ausgeschlossen werden sollen.

### Sorgfalt gegenüber zukünftiger Generationen

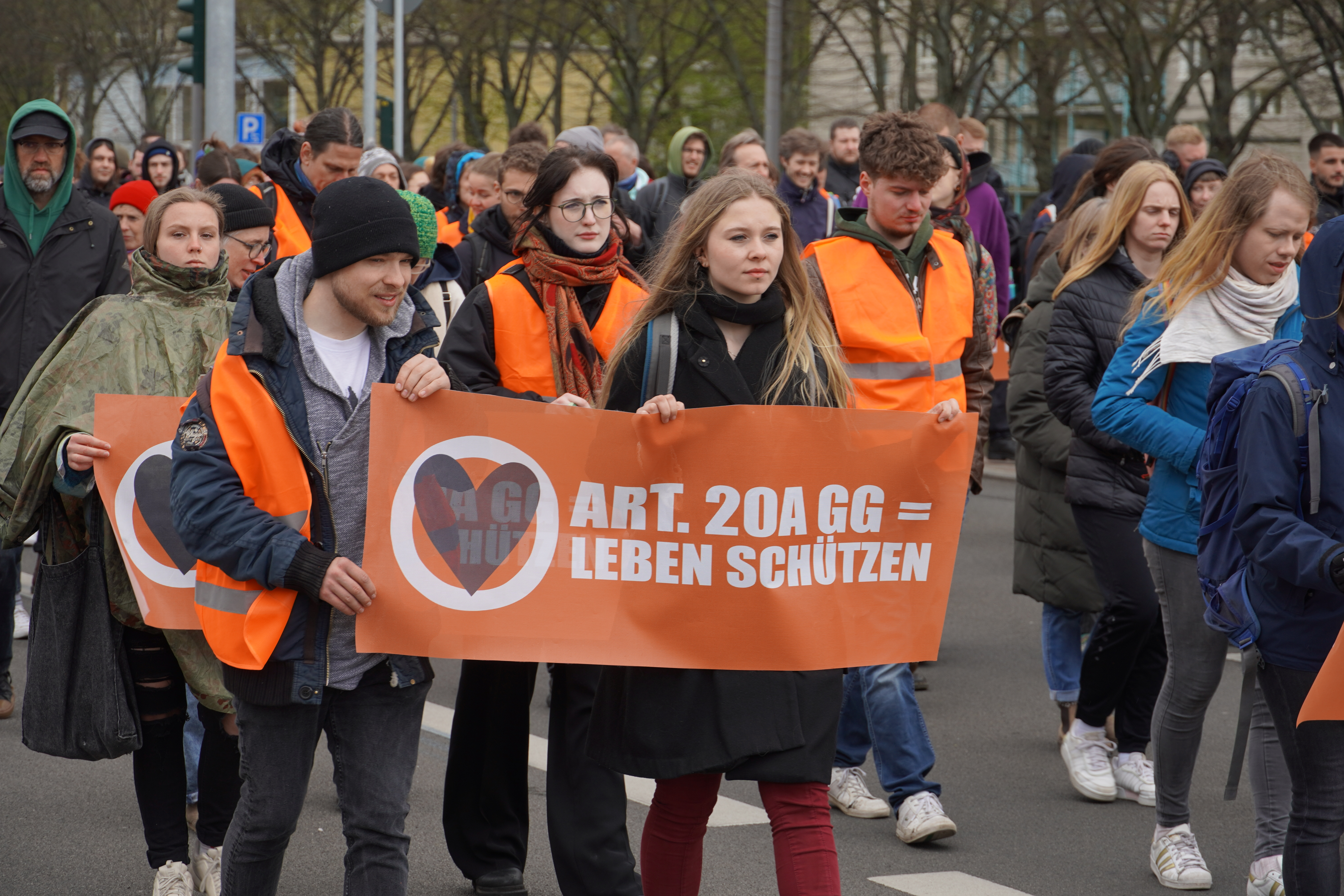
Aktivisten fordern explizit die in Artikel 20a GG aufgeführte Sorgfaltspflicht des Staates gegenüber kommender Generationen ein.

Mit Beschluss vom 24. März 2021 erklärte das Bundesverfassungsgericht § 3 Abs. 1 Satz 2 und § 4 Abs. 1 Satz 3 Klimaschutzgesetz (KSG) in Verbindung mit Anlage 2 (Zulässige Jahresemissionsmengen) mit den Grundrechten für unvereinbar, soweit eine Regelung über die Fortschreibung der nationalen Minderungsziele für Zeiträume ab dem Jahr 2031 fehlt. Der Gesetzgeber wurde verpflichtet, spätestens bis zum 31. Dezember 2022 die Fortschreibung der Minderungsziele für diese Zeiträume zu regeln. § 3 Abs. 1 Satz 2 und § 4 Abs. 1 Satz 3 KSG in Verbindung mit Anlage 2 bleiben jedoch anwendbar. Das Bundesverfassungsgericht hob in seinen Leitsätzen im Hinblick auf den Umgang mit wissenschaftlichen Unwägbarkeiten heraus, dass Art. 20a GG den Gesetzgeber auch zugunsten zukünftiger Generationen zu besonderer Sorgfalt verpflichte.

## Sorgfalt im Alltag
Privatleben und Beruf sind nur mit Sorgfalt störungsfrei zu bewältigen. Dabei berücksichtigen sorgfältige Personen achtsam und systematisch alle Umweltzustände und setzen beim Handeln und bei Tätigkeiten Kriterien wie Präzision, Genauigkeit, Gewissenhaftigkeit, Ordnungssinn, Gründlichkeit, Umsicht oder Bedacht ein und erwägen alle möglichen Handlungsfolgen. Der Zweck der Sorgfalt liegt darin, durch dieses Verhalten Risiken, Haftungen, Strafen, Schäden und/oder Unfälle auszuschließen. Auch wenn bestimmte Risiken versicherbar sind, muss der Versicherungsnehmer seine Sorgfaltsmaßstäbe aufrechterhalten, ansonsten liegt bei geringerer Sorgfalt ein Moral Hazard vor. Ein zu hohes Maß an Sorgfalt wird als anankastisch oder zwanghaft bezeichnet.